# Manghseng
Manghseng o Manghseng fou un sub-estat xan de l'estat de Manglun. Era un petit territori situat a l'est del Salween, a la part centre-oriental dels dominis de l'estat, sense cap ciutat rellevant; estava regat per petits tributaris del Salween i la seva població era de majoria wa. A l'est tenia el sub-estat de Ngekting.